# Pterolophia meridionalis
Pterolophia meridionalis är en skalbaggsart som beskrevs av Stefan von Breuning 1938. Pterolophia meridionalis ingår i släktet Pterolophia och familjen långhorningar.
Artens utbredningsområde är Kenya. Inga underarter finns listade i Catalogue of Life.